# Костањевица на Крки
Костањевица на Крки (словен. Kostanjevica na Krki) је градић и управно средиште истоимене општине Костањевица на Крки, која припада Посавској регији у Републици Словенији.
По попису становништва из 2011. године, насеље Костањевица на Крки имала је 751 становника.